# Traukutitan eocaudata
Il traukutitan (Traukutitan eocaudata) è un dinosauro erbivoro appartenente ai sauropodi. Visse nel Cretaceo superiore (Santoniano, circa 85 milioni di anni fa) e i suoi resti fossili sono stati ritrovati in Argentina.

## Classificazione
Questo dinosauro è conosciuto grazie a uno scheletro incompleto comprendente due femori e 13 vertebre caudali provenienti dalla parte anteriore della coda. I resti sono stati ritrovati nella provincia di Neuquen, nella formazione Bajo de la Carpa (Patagonia settentrionale), nel 1993. Non venne però applicato un nome all'esemplare, che venne ridescritto e denominato nel 2011. La morfologia articolare delle vertebre caudali indica che questo animale era un rappresentante relativamente primitivo del gruppo dei titanosauri, il maggior gruppo di sauropodi del Cretaceo. Le vertebre possiedono una superficie articolare posteriore piatta, anziché convessa come nella maggior parte delle forme appartenenti a questo gruppo. È probabile che Traukutitan fosse un membro dei Lognkosauria, un clade di titanosauri che include alcune forme di dimensioni gigantesche, come Futalognkosaurus. 

## Significato del nome
Il nome generico Traukutitan deriva dalla parola di lingua Araucani Trauku, che designa uno spirito montano di solito raffigurato come un gigante, e dalla parola titan, il nome dei giganti della mitologia greca. L'epiteto specifico, eocaudata, deriva dal greco eos, "alba", e dal latino cauda, "coda", con riferimento alla primitiva morfologia delle vertebre caudali.